# 松平康年
松平 康年（まつだいら やすとし）は、江戸時代中期の旗本。

## 経歴
松平康納の次男として生まれ、松平康晴の末期養子となる。享保19年（1734年）11月7日に養父の遺跡を継ぐ。寛保元年（1741年）1月13日より火事場見廻、延享元年（1744年）12月15日より定火消を務め、12月28日に布衣の着用を許される。宝暦2年（1752年）12月16日に百人組頭、明和元年（1764年）1月11日より甲府勤番を務め、1月15日に従五位下河内守に叙任される。明和3年（1766年）4月10日に職を辞し、明和7年（1770年）2月27日に62歳で死去。

## 系譜
- 父：松平康納
- 母：井戸良弘の娘
- 養父：松平康晴
- 正室：五島盛佳の娘
- 長男：松平康知
- 長女：斎藤利有の娘
- 養子：松平康道 - 松平康詮の三男